# Ngroto (Reban)
Ngroto is een bestuurslaag in het regentschap Batang van de provincie Midden-Java, Indonesië. Ngroto telt 1286 inwoners (volkstelling 2010).